# Callicereon affine
Callicereon affine är en fjärilsart som beskrevs av Butler 1882. Callicereon affine ingår i släktet Callicereon och familjen nattflyn. Inga underarter finns listade i Catalogue of Life.